# Trzech ludzi w guniach
Trzech ludzi w guniach (tytuł oryginalny: Tre njerëz me guna) – albański film fabularny z roku 1985 w reżyserii Saimira Kumbaro.

## Fabuła
Akcja filmu rozgrywa się na przełomie 1943/1944. Trzech partyzantów, ubranych w gunie wykonuje zadanie w zimie, mimo przenikliwego chłodu. Bariu Xhemo, chcąc przetrwać w trudnych warunkach zmienia trasę marszu, narażając siebie i swoją rodzinę.

## Obsada
- Nertila Koka jako Lumto
- Fitim Makashi jako Bariu Xhemo
- Robert Ndrenika jako Riza
- Artan Sejko jako Skender
- Llazi Sërbo jako Ago
- Mario Ashiku jako dowódca niemiecki
- Artur Gorishti jako Sadik
- Fitnete Tiço jako żona Rizy
- Piro Andoni
- Baftjar Çene
- Gëzim Rudi
- Lavdim Kreshpa
- Harilla Vjero